# Widok (województwo lubelskie)
Widok – osada leśna Polsce, położona w województwie lubelskim, w powiecie łukowskim, w gminie Łuków.
W latach 1975–1998 osada administracyjnie należała do województwa siedleckiego.
Obecnie pustkowie przy dukcie leśnym prowadzącym od Gręzówki do poligonu. Od ostatnich zachodnich zabudowań wsi oddalone około 600 metrów.